# Tasas universitarias en España

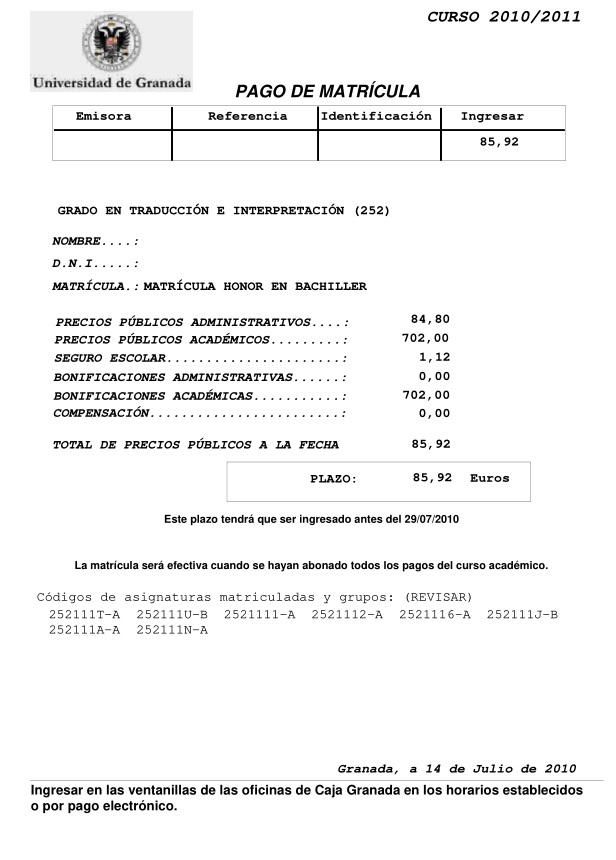
Ejemplo de carta de pago para una matrícula de grado en la Universidad de Granada. El estudiante obtuvo una reducción gracias a haber recibido Matrícula de honor

Las tasas universitarias en España corresponden al importe que debe pagar un alumno para poder cursar sus estudios superiores universitarios en el país. Aunque generalmente estas se asocian al gasto derivado de la matriculación (tasas de matriculación), pueden también comprender otros pagos, como la inscripción en pruebas de evaluación o la expedición de documentos académico-administrativos oficiales. Cuando se trata de las tasas en universidades públicas, estas se denominan precios públicos académicos. Las universidades privadas, por su parte, tienen la capacidad de autorregular los precios al poseer un sistema de financiación independiente del gobierno, lo cual tiene como habitual consecuencia la existencia de cuotas de matriculación sustancialmente mayores.
En España, el importe en las universidades públicas se establece de forma anual a través de leyes promulgadas por los gobiernos de cada comunidad autónoma, siguiendo una serie de criterios de carácter básico dictados por el gobierno central y establecidos en el Boletín Oficial del Estado (BOE), con unos precios máximos establecidos a nivel estatal según una serie de medidas impulsadas por el Segundo Gobierno Sánchez en los años 2020 y 2021 con margen de aplicación hasta 2023. Previamente a la introducción de estas, las tasas podían variar ampliamente según la comunidad en cuestión. Por ejemplo, para el año académico 2021-2022, las más altas se encontraban en la Comunidad de Madrid y Cataluña, con un precio medio del crédito a 23,4 y 23,1 € respectivamente; mientras que las más bajas se situaban en Galicia, con 11,9 € por crédito. El precio medio en España para un matrícula completa de grado para el año 2022 era de 1044 euros.
Proporcionalmente, la mayor parte del coste de los estudios en las universidades públicas en España es sufragado por el estado, siendo el alumno partícipe de aproximadamente un 25 % del gasto total, un número que varía de una comunidad autónoma a otra. Sin embargo, este pago puede llegar a alcanzar hasta el 100 % del coste real cuando se trata de estudiantes extranjeros sin la condición de residentes, excluyéndose aquellos provenientes de Estados miembros de la Unión Europea.
Dentro del ámbito de la universidad pública, las únicas cuotas fijadas directamente por el gobierno central a través del BOE y no por las comunidades autónomas son las de la Universidad Nacional de Educación a Distancia (UNED).
Aquellos alumnos que reciben una beca de carácter general del estado español están exentos del pago. En las últimas décadas, aproximadamente entre un 20 y un 30 % de los estudiantes de universidades públicas en España reciben una beca de este tipo ligada a una atribución económica, pero que incluye, en cualquier caso, la exención de los precios de matrícula. El número de personas que recibe esta ayuda es sustancialmente menor cuando se trata de estudiantes de máster. Cerca de la mitad de los estudiantes de grado la reciben en algún año de sus estudios.

## Historia

### Edad Media

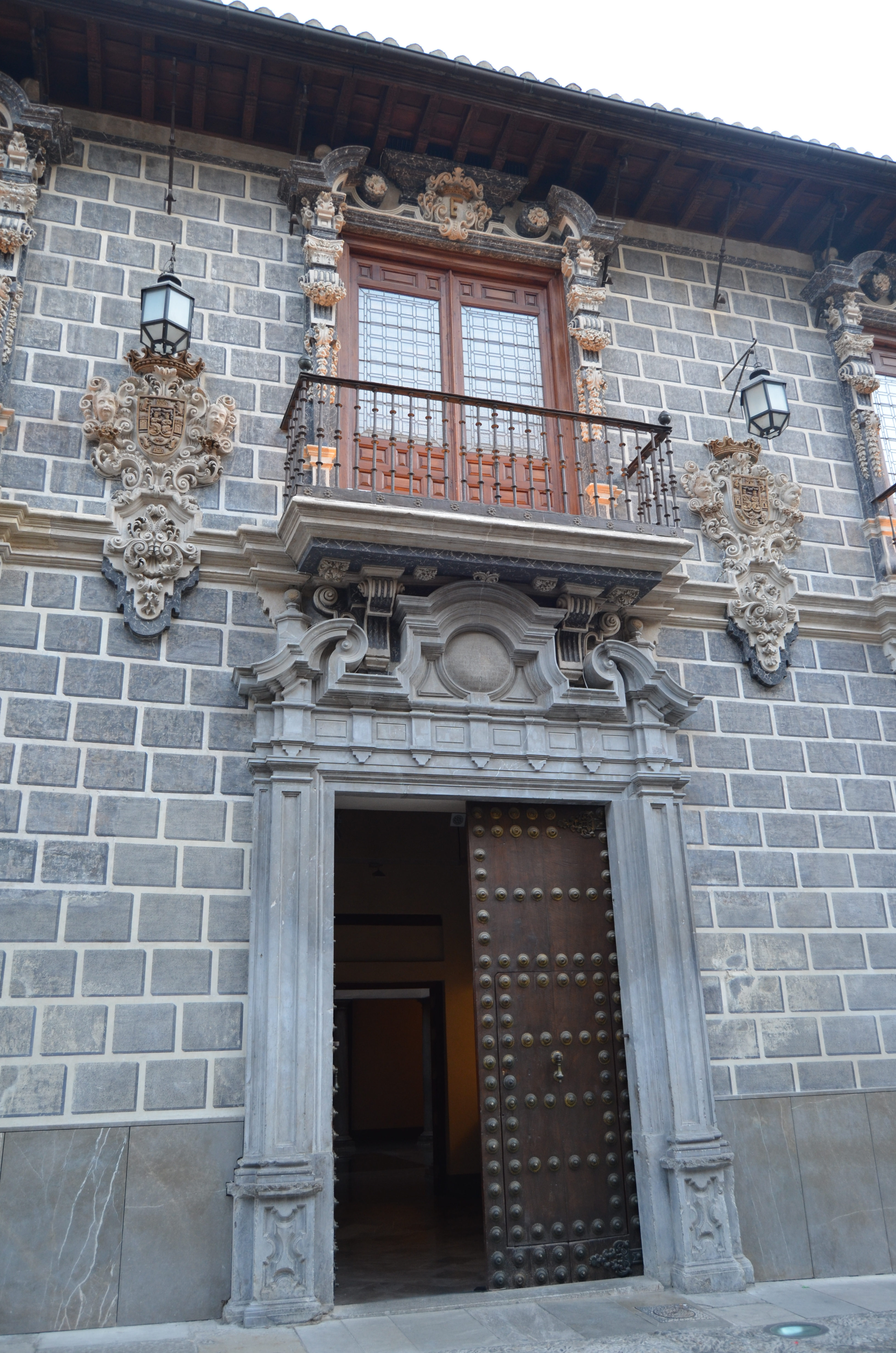
Fachada de la Madraza de Granada, considerada como la institución de enseñanza superior más importante en Al-Ándalus

Los primeros centros universitarios que aparecieron en la península en la Edad Media fueron las escuelas islámicas, cuyo mayor representante era la Madraza de Granada. Posteriormente comenzarían a surgir las primeras instituciones católicas fundadas en la España de la reconquista, siendo estas las Universidades de Palencia y Universidad de Salamanca.
Es complejo establecer cuál era el régimen de pago para el alumno en las madrazas islámicas por la escasez de datos detallados. Las instituciones de enseñanza de Al-Ándalus carecían de centralización, y su gestión económica era probablemente independiente, pero es plausible que estas fueran de admisión gratuita o, en todo caso, individualizada. En cuanto a los centros católicos, la hipótesis predominante describe una enseñanza universitaria muy probablemente gratuita, siguiendo la tradición de las escuelas catedralicias y monásticas que defendían firmemente la idea de que el conocimiento «es don de Dios et por ende non debe ser vendida  [sic]». Exigir dinero por la educación podía ser, por tanto, considerado como simonía, lo cual obligó a las instituciones a buscar otros caminos de financiación. En sus inicios, las universidades de fundación regia la recibían, en gran parte, del mismo rey, que incluso llegaba a donar propiedades o edificios de la corona. Posteriormente, sin embargo, debido a que estas dotaciones eran insuficientes y se distribuían de forma irregular, se requirió del apoyo de fuentes eclesiásticas, que se solicitaba a través de una petición al papa por parte del rey o de la misma universidad. Asimismo, algunas recibían financiación del tesoro público de la ciudad en la que se encontraban, como en el caso de la Universidad de Lérida.
Hacia finales de la Edad Media se comenzaron a introducir los precursores de las tasas tal y como se conciben en la actualidad: los pagos por derecho de matrícula y concesión de grados. Sin embargo, estas eran probablemente de cuantía muy baja, y en ningún momento alcanzarían la importancia suficiente como para solucionar los frecuentes problemas económicos de las instituciones de la época.

### Edad Moderna
Los textos que describen las finanzas y las diferentes estructuras económicas de las instituciones universitarias en la Edad Moderna son escasos y varían significativamente dependiendo del centro en cuestión. De estas, la información más detallada es la que relata la situación económica de las universidades de Salamanca, Valladolid y Alcalá.
Los ingresos de las universidades de la época están muy vinculados a los excedentes de producción del entorno agrario en el que se sitúan, y a menudo estas se sufragaban a través del diezmo eclesiástico de sus diócesis. Hacia mediados del siglo XVI, las rentas derivadas de este impuesto suponían, generalmente, una cantidad algo superior al 90 % de los ingresos universitarios, porcentaje que se mantendría entre el 70 y el 90 % hasta el siglo XVIII. El equivalente al concepto de «tasa», como se concibe en la actualidad, se ve reflejado como «pagos por derecho de secretaría, matrícula y grados», pero este supone un porcentaje muy reducido del total de ingresos en la época moderna: por ejemplo, este era de un 1,9 % para la Universidad de Valladolid en los años 1770-1779, y nunca sobrepasó el 1,8 % de los totales globales para la Universidad de Salamanca entre los siglos XVI y XVIII.
No fue hasta 1845 cuando, a través de la implementación del Plan Pidal, precursor de la Ley Moyano, se intentaría dar más protagonismo a las tasas universitarias en las finanzas de esas instituciones.

### Desde mediados del siglo XIX hasta el franquismo

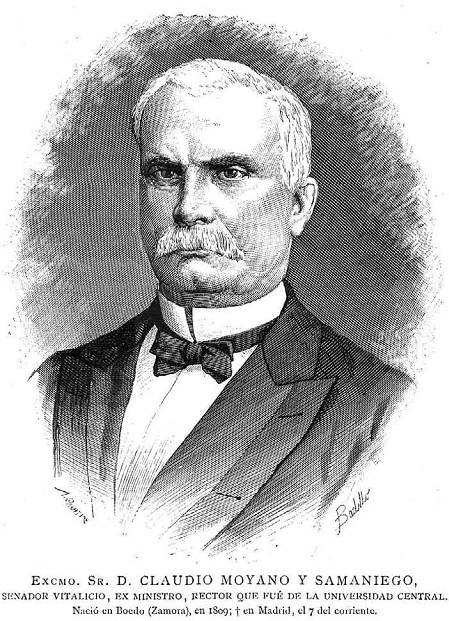
Retrato de Claudio Moyano

La Ley de Instrucción Pública de 9 de septiembre de 1857, también conocida popularmente como «Ley Moyano», distinguía tres tipos de tasas: derechos de matrícula, exigidas a los estudiantes en los distintos centros de enseñanza; derechos de grados y títulos, representados por pagos a realizar para la obtención de grados académicos y títulos de las carreras superiores y profesionales; y certificados profesionales que cumplian la función de habilitar para el ejercicio profesional. Además, existían los pagos por «derechos de examen», establecidos por esta ley en un importe de 20 reales y destinados en mayor medida a pagar el sueldo de los catedráticos. Los precios concretos a pagar se estipulaban en la sección «Tarifa de los derechos de matrícula, grados, títulos y certificados profesionales» situada en la parte final de la publicación.
La cuantía a pagar para la obtención de grados académicos suponía un gasto significativamente elevado para el salario medio de la época: por ejemplo, esta era de 5000 reales para el grado de licenciado o de doctor. Un análisis de la Ley Moyano afirma que las cuotas de la época eran «realmente elevadas, hasta el extremo de que prácticamente cubrían el coste [total] que la enseñanza le ocasionaba al Estado».
En el año 1900 se introduciría el pago de derechos por asignaturas prácticas, que consistían en tasas académicas que tenían como objetivo costear la enseñanza de este tipo de clases, que requerían de grupos de asistencia más reducidos y resultaban, por tanto, más costosas para las instituciones.

### Las tasas universitarias durante el franquismo

#### Ley de Ordenación de la Universidad Española
En 1943, el Ministerio de Educación Nacional redactó la Ley de Ordenación de la Universidad Española de 29 de julio, que regularía, entre otros asuntos, la existencia de «un sistema de tasas de distintos tipos, en relación con las posibilidades económicas del alumno». En concreto, este sujeto se abordaba en el artículo 36, el cual establecía la creación del Servicio de Protección Escolar, un organismo encargado de, entre otras cosas, «Fijar las tasas escolares que deba satisfacer cada alumno». Además, posteriormente, en el artículo 86, se fijan «las tasas generales, que serán reducidas y aun suprimidas, habida cuenta de las dotes intelectuales y morales de los escolares y de los medios económicos, debidamente acreditados, de sus padres».
Existía en la teoría una individualización del sistema de pago de tasas, pero su definición concreta se encontraba en cierto limbo legal. Este era en gran medida decidido por el rector, figura nombrada unilateralmente por el gobierno, lo cual implicaba la existencia de cierta variabilidad en el precio de la matrícula en cada universidad española. Un Proyecto de Ley emitido por el ministerio en 1944 declaraba el pago de derecho de matrícula en 60 pesetas por cada asignatura; y de 75 a 150 pesetas para el pago de derecho de prácticas, que variaba según la carrera cursada. Se garantizaba, además, la matrícula gratuita a alumnos que por motivos económicos la necesitasen, pero esta se limitaba al 10 % del total de matriculados. Como referencia, según los presupuestos oficiales de la Universidad de Madrid, esta ingresó, en el año 1945, un total de 3 164 500 pesetas. Teniendo en cuenta que el número de alumnos matriculados en esa universidad para ese año rondaba los 6000-7000, podemos establecer que cada uno de ellos pagó entre 500 y 700 pesetas de media por un curso completo, cantidad que variaba según la carrera cursada y según la cantidad de ayuda que recibieran si podían acogerse a esa opción.
En el año 1959 se dicta el Decreto 639/1959 de 26 de septiembre de convalidación de la tasa por expedición de títulos, certificaciones y diplomas académicos, docentes y profesionales. La firma de este decreto pone de manifiesto la caída de las tasas académicas en el limbo legal mencionado anteriormente y la existencia de una parafiscalidad de las mismas. El decreto no solo no consigue solucionar estos problemas, sino que también conlleva un incremento general de la cuantía de las mismas.

#### Ley General de Educación de 1970
Posteriormente, en 1970 se aprobaría la que sería la última ley de reforma educativa dentro de la dictadura franquista: la Ley General de Educación. En el artículo 7.1 de la misma quedan especificadas restricciones de los costes de las tasas universitarias:

En niveles educativos no gratuitos las tasas de los Centros estatales no excederán de los costes reales por puesto escolar. Dentro de estos límites, el Gobierno fijará su importe, que podrá ser diversificado de acuerdo con criterios que ponderen el rendimiento de los alumnos y su situación económica.

Este no tuvo una repercusión inmediata en las tasas, que permanecieron estables entre los años 1964 y 1976. Fue en este último cuando se promulgó el Decreto 1888/1976, de 30 de julio, pensado para las tasas del curso 1976-1977. La aprobación del decreto supuso, en la práctica, un incremento aproximado del 300 % en el precio medio de la matrícula.

### Período 1983-2001

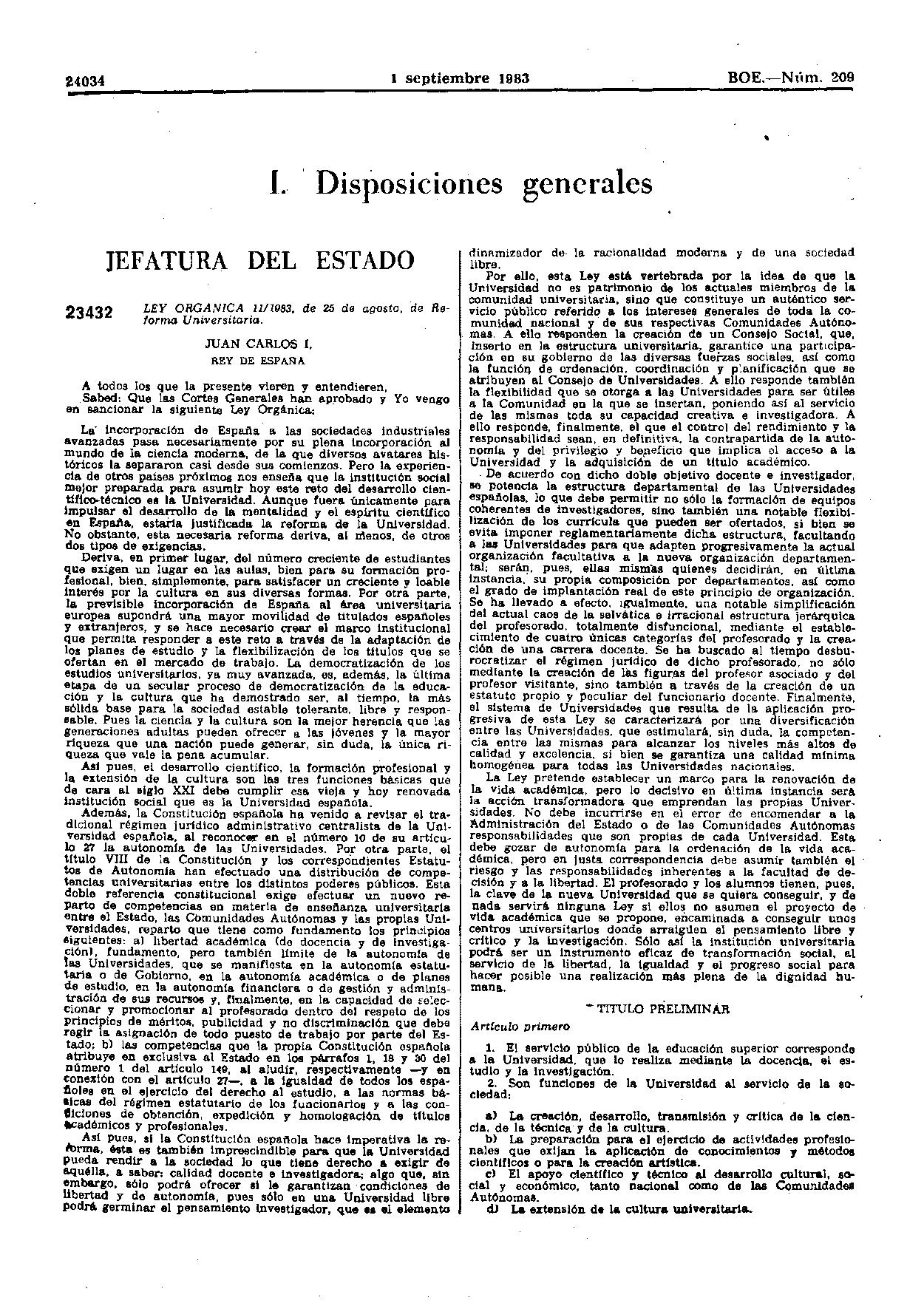
Primera página de la Ley orgánica 11/1983, de 25 de agosto, de Reforma Universitaria

En 1983 se aprobaría la Ley orgánica 11/1983, de 25 de agosto, de Reforma Universitaria, a menudo abreviada como «LRU». Según esta ley las universidades públicas se regirían por un nuevo sistema jurídico-administrativo. Bajo la LRU, se establecería que los precios públicos para estudios que supusieran la emisión de títulos oficiales debían fijarse por la administración general del estado, dentro de los límites establecidos en el Consejo de Universidades. Este régimen de precios públicos establecidos por el estado solo se aplicaría en las llamadas «Comunidades Autónomas de territorio MEC», compuestas por Aragón, Asturias, Baleares, Cantabria, Castilla-La Mancha, Castilla y León, Extremadura, Madrid, Murcia y La Rioja. El resto de comunidades ya habían asumido competencias en materia de educación superior que les permitía la modificación de los precios públicos.
Posteriormente, la Ley 8/1989, de 13 de abril, de Tasas y Precios Públicos, que otorga la condición de «precios públicos» a las tasas de matrícula, afirma que estas deben fijarse mediante Orden Ministerial. También se introduce la distinción entre enseñanzas «experimentales» (que englobaba la mayoría de las carreras de ciencias) y «no experimentales» (al que pertenecían el resto), que se mantendría hasta el curso 1991-1992.
En 1992, bajo el denominado «Modelo 92», se expandió el modelo de clasificación de estudios entre enseñanzas experimentales y no experimentales para distinguir hasta siete grados de experimentalidad en función de la rama del conocimiento al que pertenecían. Esto afectaría, igualmente, la cantidad a sufragar según cada titulación.
El traspaso progresivo de competencias en educación a las comunidades autónomas culminó en el año 1997, siendo las Islas Baleares la última comunidad en adquirirlas. Esto marcó un punto de inflexión, ya que el traspaso de competencias se tradujo en una tendencia significativa hacia el encarecimiento del precio de las matrículas.

### Ley Orgánica 6/2001 y Plan Bolonia
Ley Orgánica 6/2001, de 21 de diciembre, de Universidades, más conocida simplemente como «LOU», introdujo una amplia reforma que afectaría a todos los aspectos de la universidad española. En cuanto a los precios públicos, supuso la consolidación de la administración de las autonomías de los mismos, al otorgarles una significativa independencia económica. Esto se fijó en el artículo 81. 3 (b):

b) Los ingresos por los precios públicos por servicios académicos y demás derechos que legalmente se establezcan. En el caso de estudios conducentes a la obtención de títulos de carácter oficial y validez en todo el territorio nacional, los precios públicos y derechos los fijará la Comunidad Autónoma, dentro de los límites que establezca el Consejo de Coordinación Universitaria que estarán relacionados con los costes de prestación del servicio.

Bajo el contexto de la firma de la Declaración de Bolonia de 1999, firmado por los Ministros de Educación de los 29 países europeos, y la adaptación del sistema educativo español a los márgenes comunes del Espacio Europeo de Educación Superior (EEES), en un proceso conocido como «Plan Bolonia» en 2007 se introdujo un sistema de modificación de las cuotas transitorio, con la implantación de títulos adaptados al EEES que se realizó de forma progresiva por todo el territorio español, dando lugar al establecimiento de precios públicos por crédito ECTS. A rasgos generales, la adopción de este sistema supuso una ruptura con la estructura de precios vigentes hasta la fecha y un encarecimiento del crédito.

### Real Decreto-ley 14/2012
En el año 2012 y en contexto de la crisis económica derivada de la Gran Recesión de 2008, el gobierno del Partido Popular aprobó el Real Decreto 14/2012, el cual incluía «medidas urgentes de racionalización del gasto público en el ámbito educativo». La ley, promovida por el exministro de Educación, Cultura y Deporte, José Ignacio Wert, permitió a las comunidades aumentar el precio de las tasas universitarias hasta un 25 % por encima del coste real con el objetivo de, según el gobierno, compensar la reducción de la financiación en los centros públicos.
Además, el decreto añadía un sistema de horquillas fijas (distinto al sistema de horquillas variables ligadas al IPC empleado hasta la fecha) los precios públicos en proporción a los costes reales según el número de matriculaciones del alumno para una asignatura específica:

1.º Enseñanzas de Grado: los precios públicos cubrirán entre el 15 por 100 y el 25 por 100 de los costes en primera matrícula; entre el 30 por 100 y el 40 por 100 de los costes en segunda matrícula; entre el 65 por 100 y el 75 por 100 de los costes en la tercera matrícula; y entre el 90 por 100 y el 100 por 100 de los costes a partir de la cuarta matrícula.

2.º Enseñanzas de Máster que habiliten para el ejercicio de actividades profesionales reguladas en España: los precios públicos cubrirán entre el 15 por 100 y el 25 por 100 de los costes en primera matrícula; entre el 30 por 100 y el 40 por 100 de los costes en segunda matrícula; entre el 65 por 100 y el 75 por 100 de los costes en la tercera matrícula; y entre el 90 por 100 y el 100 por 100 de los costes a partir de la cuarta matrícula.
3.º Enseñanzas de Máster no comprendidas en el número anterior: los precios públicos cubrirán entre el 40 por 100 y el 50 por 100 de los costes en primera matrícula; y entre el 65 por 100 y el 75 por 100 de los costes a partir de la segunda matrícula.

Los precios públicos podrán cubrir hasta el 100 por 100 de los costes de las enseñanzas universitarias de Grado y Máster cuando se trate de estudiantes extranjeros mayores de dieciocho años que no tengan la condición de residentes, excluidos los nacionales de Estados miembros de la Unión Europea y aquéllos a quienes sea de aplicación el régimen comunitario, sin perjuicio del principio de reciprocidad.

Las diferentes horquillas serían posteriormente modificadas en las leyes de Presupuestos Generales del Estado de 2017 y 2018.
En la práctica, la aplicación de esta ley supuso el aumento del 17 % del precio medio de la matrícula de grado entre el período 2012-2019.

### Real Decreto-ley 17/2020 (de apoyo al sector cultural COVID-19)
El 5 de mayo de 2020 y bajo contexto de crisis causada por la COVID-19, el gobierno de coalición entre PSOE y Unidas Podemos introdujo un paquete de medidas de apoyo al sector cultural, en el que se incluían modificaciones al sistema de regulación de precios públicos.
Este decreto, en su disposición final séptima, elimina el sistema de horquillas establecido por Wert en 2012, citando que este había conllevado «no solo un incremento de [las tasas] en términos generales, sino un aumento notable de la disparidad en dichos precios en función de la Comunidad Autónoma donde se preste dicho servicio, afectando de forma grave al acceso a la educación universitaria pública y al principio de igualdad de derechos y deberes de los españoles».

## Tasas en la universidad pública en la actualidad

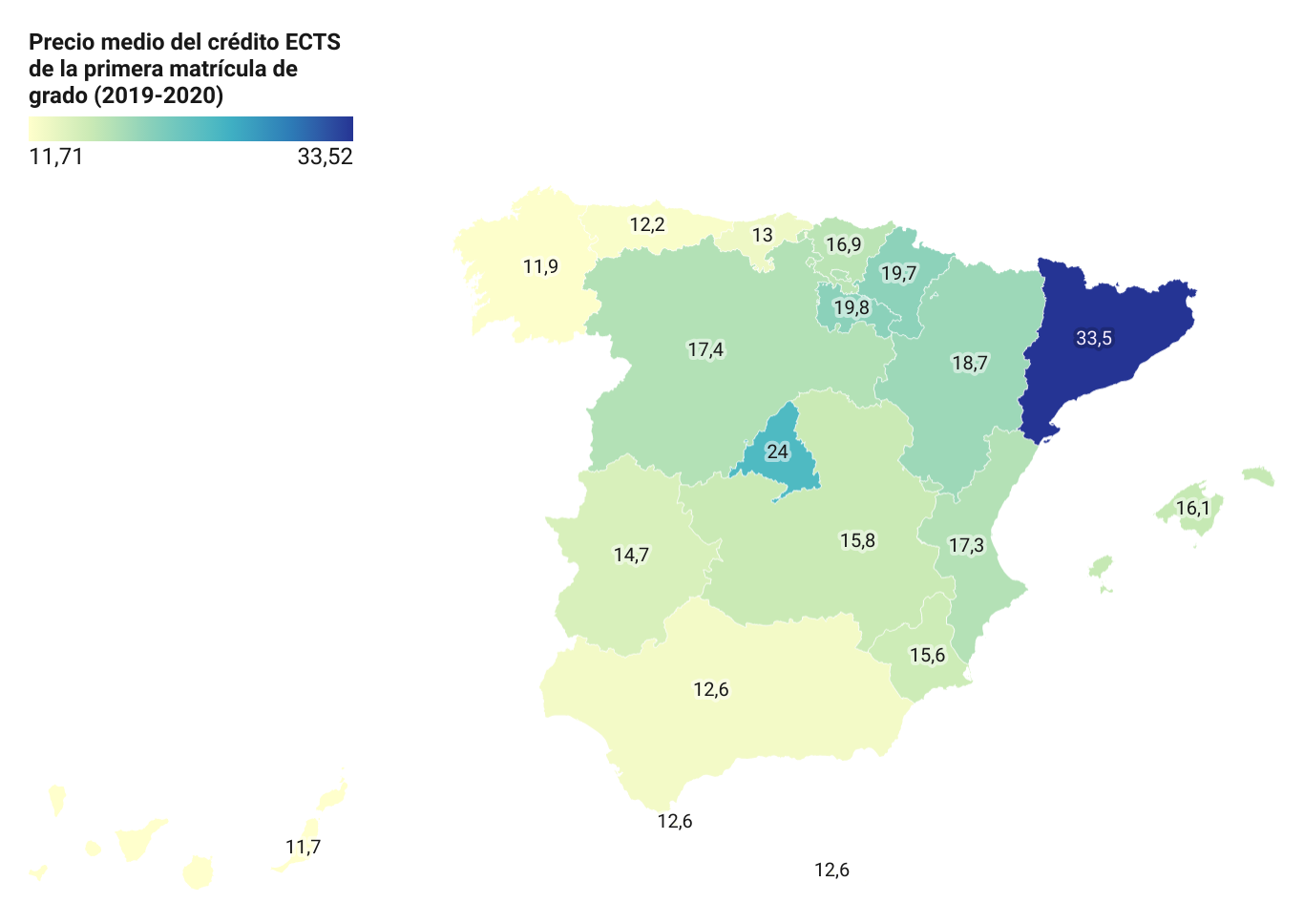
Mapa del precio del crédito ECTS en euros para cada comunidad autónoma (año 2019-2020). Precio medio para la primera matrícula de grado en euros.

El apartado b) del artículo 81.3 de la Ley Orgánica 6/2001, de 21 de diciembre, de Universidades establece que «en caso de estudios conducentes a la obtención de títulos de carácter oficial y validez en todo el territorio nacional, los precios públicos y derechos los fijará la Comunidad  Autónoma,  dentro  de  los  límites  máximos  que  establezca  la  Conferencia General de Política Universitaria».
A efectos prácticos, esto implica que los precios públicos están determinados en gran medida por los gobiernos de cada comunidad autónoma. En este sentido, el gobierno central ha actuado históricamente como un estabilizador de los precios.
De forma general y, siguiendo la tendencia global en ese sentido, el precio de una primera matrícula universitaria es habitualmente menor al de la segunda, tercera o cuarta matrículas. Además, existe con frecuencia una variación importante entre el precio de las diferentes titulaciones según la disciplina académica a la que pertenezcan. Así, las matrículas en estudios de la rama de humanidades suelen tener los precios más bajos, y los  de  ciencias  de  la  salud  los  más altos.
Además, el precio de los másteres es habitualmente más alto respecto al de los grados. Se trata de una característica común en España que no se da frecuentemente en el resto de países de Europa, donde existe una tendencia a establecer una igualdad de precios. En ese sentido, los másteres no habilitantes poseen habitualmente una tasa de matriculación más alta respecto a los habilitantes.
Existen excepciones a estas tendencias: Castilla-La Mancha representa la única región en la que los precios de los grados igualan a los del máster; y Andalucía ha mantenido tradicionalmente un precio común para todos sus grados, independientemente de la rama de conocimiento a la que estos pertenezcan.

### Variación entre comunidades
Desde el traslado de competencias en educación y, más concretamente, el de las relativas a la regulación de precios públicos en la universidad a finales de la década de los 90, ha habido un aumento progresivo de la disparidad de precios entre las comunidades autónomas. Esta se acentuó notablemente entre los años 2009 y 2013, caracterizada por una tendencia al aumento de las tasas como consecuencia de las políticas implementadas por el exministro de Educación, José Ignacio Wert y la aplicación del Plan Bolonia. Este incremento fue especialmente acusado en la Comunidad de Madrid y en Cataluña, con una diferencia de precios hasta tres veces mayor entre las matrículas públicas más altas y las más bajas. La disparidad de precios se da en matrículas de grado, de máster y de doctorado por igual.
| Comunidad Autónoma   | Precio medio de una primera matrícula de grado en euros (€) por año académico | Precio medio de una primera matrícula de grado en euros (€) por año académico | Precio medio de una primera matrícula de grado en euros (€) por año académico | Precio medio de una primera matrícula de grado en euros (€) por año académico | Precio medio de una primera matrícula de grado en euros (€) por año académico | Precio medio de una primera matrícula de grado en euros (€) por año académico | Precio medio de una primera matrícula de grado en euros (€) por año académico | Precio medio de una primera matrícula de grado en euros (€) por año académico | Precio medio de una primera matrícula de grado en euros (€) por año académico | Precio medio de una primera matrícula de grado en euros (€) por año académico | Precio medio de una primera matrícula de grado en euros (€) por año académico | Precio medio de una primera matrícula de grado en euros (€) por año académico | Precio medio de una primera matrícula de grado en euros (€) por año académico |
| Comunidad Autónoma   | 2009-10                                                                       | 2010-11                                                                       | 2011-12                                                                       | 2012-13                                                                       | 2013-14                                                                       | 2014-15                                                                       | 2015-16                                                                       | 2016-17                                                                       | 2017-18                                                                       | 2018-19                                                                       | 2019-20                                                                       | 2020-21                                                                       | 2021-22                                                                       |
| -------------------- | ----------------------------------------------------------------------------- | ----------------------------------------------------------------------------- | ----------------------------------------------------------------------------- | ----------------------------------------------------------------------------- | ----------------------------------------------------------------------------- | ----------------------------------------------------------------------------- | ----------------------------------------------------------------------------- | ----------------------------------------------------------------------------- | ----------------------------------------------------------------------------- | ----------------------------------------------------------------------------- | ----------------------------------------------------------------------------- | ----------------------------------------------------------------------------- | ----------------------------------------------------------------------------- |
| Cataluña             | 1044,0                                                                        | 1122,0                                                                        | 1206,0                                                                        | 2010,0                                                                        | 2010,0                                                                        | 2010,0                                                                        | 2010,0                                                                        | 2010,0                                                                        | 2010,0                                                                        | 2010,0                                                                        | 2011,2                                                                        | 1362,0                                                                        | 1386,0                                                                        |
| Comunidad de Madrid  | 1002,0                                                                        | 1044,0                                                                        | 1098,0                                                                        | 1512,0                                                                        | 1818,0                                                                        | 1818,0                                                                        | 1620,0                                                                        | 1554,0                                                                        | 1478,4                                                                        | 1441,8                                                                        | 1441,8                                                                        | 1441,8                                                                        | 1404,0                                                                        |
| Andalucía            | 690,0                                                                         | 702,0                                                                         | 732,0                                                                         | 749,4                                                                         | 757,2                                                                         | 757,2                                                                         | 757,2                                                                         | 757,2                                                                         | 757,2                                                                         | 757,2                                                                         | 757,2                                                                         | 757,2                                                                         | 756,0                                                                         |
| Aragón               | 1045,2                                                                        | 1066,2                                                                        | 1104,6                                                                        | 1144,2                                                                        | 1185,0                                                                        | 1209,0                                                                        | 1209,0                                                                        | 1209,0                                                                        | 1124,4                                                                        | 1124,4                                                                        | 1124,4                                                                        | 1068,0                                                                        | 1092,0                                                                        |
| Asturias             | 928,2                                                                         | 979,2                                                                         | 1027,8                                                                        | 1027,8                                                                        | 1027,8                                                                        | 1027,8                                                                        | 1027,8                                                                        | 1027,8                                                                        | 1027,8                                                                        | 976,8                                                                         | 732,6                                                                         | 732,6                                                                         | 738,0                                                                         |
| Islas Baleares       | 879,0                                                                         | 904,8                                                                         | 937,8                                                                         | 1024,2                                                                        | 1075,2                                                                        | 1075,2                                                                        | 1075,2                                                                        | 1075,2                                                                        | 1075,2                                                                        | 967,8                                                                         | 967,8                                                                         | 967,8                                                                         | 960,0                                                                         |
| Islas Canarias       | 610,8                                                                         | 619,8                                                                         | 642,6                                                                         | 912,6                                                                         | 912,6                                                                         | 912,6                                                                         | 912,6                                                                         | 912,6                                                                         | 840,0                                                                         | 756,0                                                                         | 702,6                                                                         | 702,6                                                                         | 750,0                                                                         |
| Cantabria            | 719,4                                                                         | 730,2                                                                         | 756,6                                                                         | 783,6                                                                         | 810,0                                                                         | 810,0                                                                         | 810,0                                                                         | 810,0                                                                         | 780,0                                                                         | 780,0                                                                         | 781,8                                                                         | 780,0                                                                         | 810,0                                                                         |
| Castilla La-Mancha   | 735,6                                                                         | 747,0                                                                         | 774,0                                                                         | 931,2                                                                         | 914,4                                                                         | 948,6                                                                         | 948,6                                                                         | 948,6                                                                         | 948,6                                                                         | 948,6                                                                         | 948,6                                                                         | 948,6                                                                         | 954,0                                                                         |
| Castilla y León      | 971,4                                                                         | 903,6                                                                         | 964,2                                                                         | 1367,4                                                                        | 1386,6                                                                        | 1400,4                                                                        | 1400,4                                                                        | 1400,4                                                                        | 1400,4                                                                        | 1306,8                                                                        | 1042,8                                                                        | 996,0                                                                         | 990,0                                                                         |
| Comunidad Valenciana | 812,4                                                                         | 844,8                                                                         | 908,4                                                                         | 1211,4                                                                        | 1223,4                                                                        | 1223,4                                                                        | 1223,4                                                                        | 1223,4                                                                        | 1137,6                                                                        | 1039,8                                                                        | 1039,8                                                                        | 1020,0                                                                        | 1020,0                                                                        |
| Extremadura          | N/A                                                                           | 817,8                                                                         | 847,2                                                                         | 863,4                                                                         | 884,4                                                                         | 884,4                                                                         | 884,4                                                                         | 884,4                                                                         | 884,4                                                                         | 884,4                                                                         | 884,4                                                                         | 884,4                                                                         | 870,0                                                                         |
| Galicia              | 678,6                                                                         | 688,8                                                                         | 713,4                                                                         | 713,4                                                                         | 713,4                                                                         | 713,4                                                                         | 713,4                                                                         | 713,4                                                                         | 713,4                                                                         | 713,4                                                                         | 713,4                                                                         | 713,4                                                                         | 714,0                                                                         |
| Región de Murcia     | 743,4                                                                         | 780,0                                                                         | 819,0                                                                         | 915,6                                                                         | 934,8                                                                         | 934,8                                                                         | 934,8                                                                         | 934,8                                                                         | 934,8                                                                         | 934,8                                                                         | 934,8                                                                         | 934,8                                                                         | 942,0                                                                         |
| Navarra              | 846,0                                                                         | 1052,4                                                                        | 1094,4                                                                        | 1138,2                                                                        | 1153,2                                                                        | 1153,2                                                                        | 1153,2                                                                        | 1153,2                                                                        | 1179,6                                                                        | 1179,0                                                                        | 1179,0                                                                        | 1134                                                                          | 1176,0                                                                        |
| País Vasco           | N/A                                                                           | 931,8                                                                         | 965,4                                                                         | 984,6                                                                         | 1008,6                                                                        | 1012,8                                                                        | 1012,8                                                                        | 1012,8                                                                        | 1012,8                                                                        | 1012,8                                                                        | 1012,8                                                                        | 1012,8                                                                        | 1020,0                                                                        |
| La Rioja             | 811,8                                                                         | 1026,0                                                                        | 1063,2                                                                        | 1085,4                                                                        | 1102,2                                                                        | 1102,2                                                                        | 1102,2                                                                        | 1102,2                                                                        | 1186,2                                                                        | 1186,2                                                                        | 978,0                                                                         | 942,0                                                                         | 1014,0                                                                        |

Evolución del precio medio (en euros) por crédito ECTS matriculado por primera vez en titulaciones de grado en cada comunidad desde el curso 2009-2010 hasta 2021-2022

La disparidad de precios no solo se da en el precio base de sus titulaciones académicas. Existen variaciones en el encarecimiento del precio del crédito en las sucesivas matrículas, así como diferentes filtros aplicables según la procedencia del estudiante (comunitario, extracomunitario, residente o no residente) que afectan de forma muy diversa al precio y que varían ampliamente según la regulación propia de la comunidad. Asimismo, estas diferencias se dan en cuestiones periacadémicas como el precio de las tasas de expedición de títulos, las tasas relativas al pago de la Prueba de Acceso a la Universidad o las tasas de gestión.
Un informe realizado en 2016 sobre la variación de precios entre cada comunidad autónoma concluía que «En general, los precios y los criterios para su establecimiento no son coherentes  entre  comunidades autónomas,  no  tienen  justificación aparente –explicitada  en  los  decretos  de  precios– y,  en  algunos casos, no se atienen a las normas dictadas en la ley.»

### Acuerdo del 27 de mayo de 2020

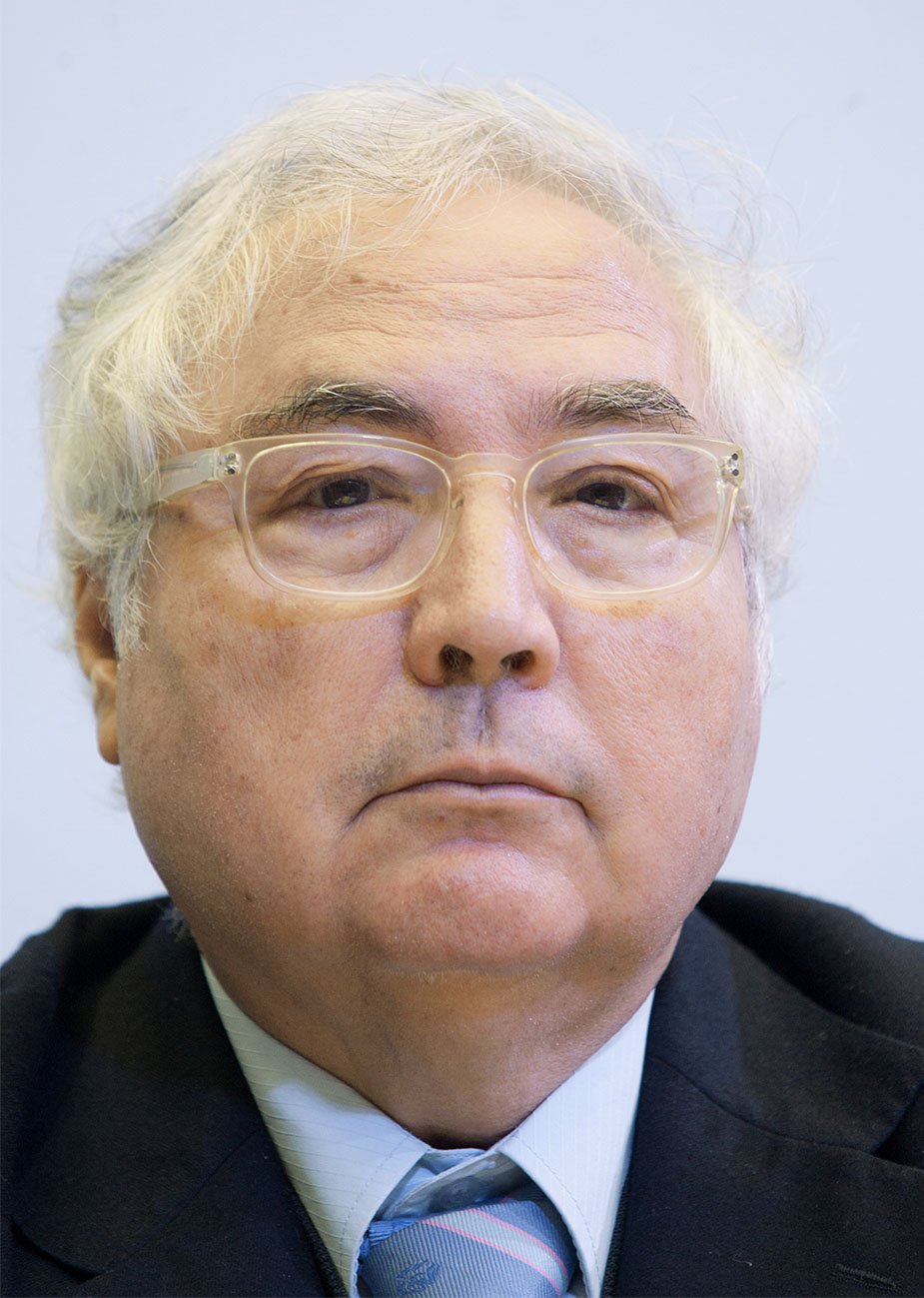
Manuel Castells, ministro de Universidades encargado de impulsar la propuesta de reducción de precios públicos.

En mayo de 2020, el Ministerio de Universidades estableció un mecanismo mediante el cual los precios públicos máximos serían fijados por el estado. Esta limitación del precio afectaría exclusivamente al precio de las primeras matrículas de asignaturas de grado y las comunidades tendrían de plazo para aplicar la reducción hasta el curso 2022-2023. En cuanto a las matrículas de máster y doctorado, el mecanismo no establece limitaciones para el precio máximo, pero limita la capacidad de aumentar el precio por parte de las comunidades. La medida no fija un precio mínimo, y el precio máximo no se halla especificado en el documento, sino que este se basaría en el precio de la media nacional, con un límite a la variación al alza respecto a esta calculado mediante un índice de 100. En la práctica, esto supondría que el precio medio quedaría establecido en 16,05 euros por crédito ECTS de grado en España, al que se le añade un 15 % como valor máximo del coste.
La propuesta fue presentada a los representantes de cada comunidad autónoma por el ministro de universidades, Manuel Castells, en una reunión el 27 de mayo de 2020, y fue aprobada el 7 de julio de ese mismo año. En la reunión no hubo unanimidad respecto a la aplicación de la propuesta, y un número de gobiernos autonómicos (Andalucía, Madrid, Castilla y León, Murcia y Euskadi), la mayoría entonces gobernados por el Partido Popular, se mostraron reticentes.

La reducción de los precios públicos no afectaría a las comunidades con las matrículas menos caras: Andalucía, Asturias, Canarias, Cantabria, Castilla-La Mancha, Galicia y Murcia. En cambio, otras ocho comunidades (Aragón, Baleares, Castilla y León, Comunidad Valenciana, Extremadura, Navarra, País Vasco y La Rioja) tendrían que realizar un ajuste moderado, mientras que en el caso de Cataluña y Madrid el ajuste sería más significativo.
Variación estimada del precio medio de la primera matrícula de grado antes y después de la aplicación del acuerdo del 27 de mayo

Las mayor reducción se darían, por tanto, en las universidades de Cataluña, debiendo reducir el coste de matriculación medio en un 43 % a lo largo de tres años, que se encontraba más inflado respecto a la media nacional por una serie de subidas introducidas durante el gobierno de Convergència i Unió, que supusieron un aumento del 66 % entre el año 2010 y el 2015. Madrid sería la segunda que tendría que implementar una mayor reducción, con un descenso previsto del 20,7 %. La bajada sería menor en La Comunidad Valenciana (-12,62 %), Navarra (-7,14 %), País Vasco (-4,71 %), Extremadura (-4,19 %), Aragón (-4,1 %), La Rioja (-3,52 %), Baleares (-3 %) y Castilla y León (-2,68 %). Para el año 2020-2021, solo cinco comunidades (Aragón, Cataluña, Comunidad Valenciana, Navarra y La Rioja) aplicaron una reducción de las tasas, y todas —exceptuando Aragón y La Rioja que realizaron la reducción completa ese mismo año— tendrían los dos años académicos siguientes para alcanzar el límite establecido por el acuerdo. La Comunidad de Madrid, a pesar de ser la segunda con la mayor reducción a aplicar, mantuvo los mismos precios públicos respecto al año 2019-2020. La mayor rebaja se dio en Cataluña, cuyas matrículas para ese año fueron 720 euros de media más baratas, relevando el primer puesto a la Comunidad de Madrid como la región donde resulta más caro entrar a la universidad.

### Acuerdo del 29 de marzo de 2021

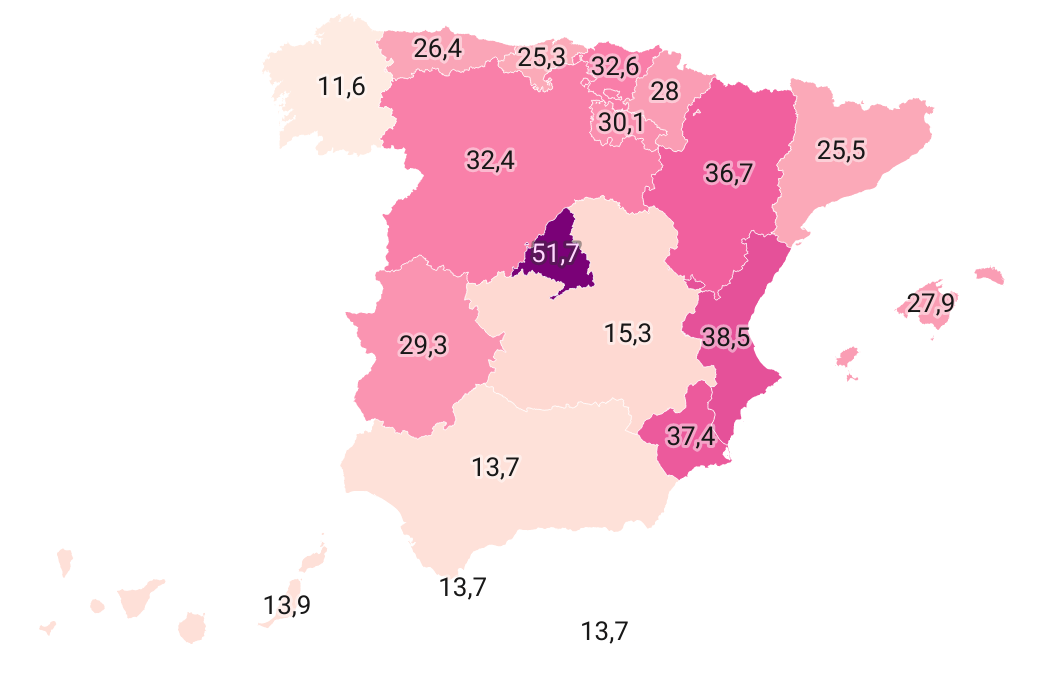
Precio del crédito de máster en España por comunidad autónoma (año 2021-2022). El mapa muestra el precio medio por crédito ECTS de una primera matrícula de máster no habilitante en cada comunidad autónoma en euros.

En marzo de 2021, la Conferencia General de Política Universitaria (CGPU) acordó la equiparación de las tasas de matrícula de los másteres habilitantes a las del grado. Los másteres habilitantes, que en muchas escuelas son herederos de los  Proyectos Fin de Carrera (PFC) previos al Plan Bolonia, eran requisito obligatorio para el pleno ejercicio de las actividades profesionales reguladas, pero sus tasas son típicamente más elevadas que las del grado. Esto implicaba una inversión grande por parte de los estudiantes, dificultando económicamente el acceso a estas profesiones. Su equiparación, que había sido una de las mayores reclamaciones de los colectivos de estudiantes y que ya había sido implantada en algunas comunidades, fue llevada a la CGPU el 29 de marzo de 2021 a propuesta del Ministerio de Universidades, y fue aprobada por mayoría absoluta con el único voto en contra de la Comunidad de Madrid. Esta bajada efectiva de las tasas de los másteres habilitantes tendrá que hacerse efectiva en todas las comunidades antes del curso 2022-2023 y supondrá una reducción de 10,5 millones de euros en los ingresos por tasas universitarias, que habrá de ser compensado por las comunidades autónomas.

### Becas y subvenciones
El objetivo de las becas, según está establecido en el BOE, es el de proporcionar acceso a la educación superior a todo aquel que lo necesite, dotando de igualdad de oportunidades a todos los estudiantes, independientemente de cuál sea su lugar de residencia o la condición socioeconómica. En este sentido, todo aquel que por motivos económicos no tenga la capacidad de acceder a la educación pública puede optar a recibir una ayuda para este fin, y se le aplicará una exención total o parcial del pago de los precios públicos:

Con objeto de que nadie quede excluido del estudio en la universidad por razones económicas,  el  Gobierno  y  las  Comunidades  Autónomas,  así  como  las  propias universidades, instrumentarán una política de becas, ayudas y créditos para el alumnado y, en el caso de las universidades públicas, establecerán, asimismo, modalidades de exención parcial o total del pago de los precios públicos por prestación de servicios académicos. En todos los casos, se prestará especial atención a las personas con cargas familiares, víctimas de la violencia de género y personas con dependencia y discapacidad, garantizando así su acceso y permanencia a los estudios universitarios.

En el curso 2018-2019 el 29,9 % de los alumnos matriculados en una universidad pública española obtuvieron la condición de becario. Según los datos del Ministerio de Universidades, la convocatoria de becas de carácter general (a menudo conocidas como «becas MEC») es la que aglutina el mayor número de beneficiarios. Esta corresponde a aproximadamente un 80 % (con variaciones anuales) del total del importe destinado a becas. El importe de la beca general, cuya cuantía puede variar según, entre otros, las condiciones económicas del solicitante o de la familia del mismo, siempre va ligado a un derecho de exención del pago de los precios de matrícula, por lo que los estudiantes que la reciben no deben realizar el pago de tasas universitarias.
La proporción de estudiantes que reciben la beca general, sin embargo, varía ampliamente de una comunidad autónoma a otra. Por ejemplo, para el año académico 2016-2017, uno de cada cuatro estudiantes de grado que recibían beca en España estudiaba en una universidad andaluza, mientras que solo un 19 % del total de matriculados cursan sus estudios allí.
Proporción respecto al total del número de estudiantes beneficiarios de becas generales de la AGE y del número de matriculados en Grado en universidades públicas presenciales por comunidad autónoma. Curso 2016-2017.

## Tasas universitarias en la universidad privada
La universidad privada es una institución relativamente reciente en la historia española. La ley que permitió su introducción data de 1993 y fue impulsada por el gobierno del PSOE de la época.
A fecha de 2020, existían un total de 36 universidades privadas en el territorio español. El régimen de financiación de las universidades privadas es totalmente independiente del estado, por lo que los alumnos a menudo soportan el 100 % del coste de su educación. Debido a esto, las universidades privadas poseen, por regla general, unas tasas de matrícula significativamente más altas que las de la universidad pública en España. Además, al no estar sometidas a un sistema de regulación de precios homogéneo, las tasas entre cada universidad pueden variar ampliamente: por ejemplo, en el año 2013-2014, el precio medio de un año de grado en una universidad privada en Madrid era de 8150 euros; en el año académico 2017-2018, costaba una media de 16 894 euros al año estudiar el grado en medicina en una universidad privada en el país.